# Jibal
|  | Per a altres significats, vegeu «Al-Djibal». |

Jibal (àrab: جبال, Jibāl, literalment ‘Muntanyes' o ‘Massís', plural de jàbal, ‘muntanya’) fou una província del califat amb capital a Rayy, corresponent a l'antiga Mèdia, durant els califats omeia i abbàssida. El nom va caure en desús a partir del segle xi durant el domini de l'Imperi Seljúcida, sent substituït per Iraq Ajamita, per tal de distingir-lo de l'Iraq Àrab.

## Geografia
La regió limitava a l'est amb el desert del Khurasan, al sud-est pel Fars, al sud pel Khuzestan, al sud-oest i oest per l'Iraq (Iraq Arabí és a dir Iraq àrab és a dir la part central i sud del modern Iraq), al nord-oest per l'Azerbaidjan i al nord per la cadena de muntanyes Alburz que la separaven del Mazanderan. Les ciutats principals eren Rayy, Qazwin, Hamadan, Esfahan i Yazd.

## Governadors
Els seus governadors foren: 
1. Abd-Al·lah ibn Muàwiya ibn Abd-Al·lah 744-747
2. Abd-ar-Rahman Abu-Múslim 747-755
3. Jumhur ibn Abd-ar-Rahman 755
4. Muhàmmad ibn al-Àixath 755-756
5. Abd-al-Hamid ibn Jàfar al-Ansarí 756-757
6. Àssad ibn Abd-ar-Rahman 757-760
7. Imran ibn Sàlih 760-776
8. Hamza ibn Yahya 776-779
9. Kulthum ibn Hafs 779-780
10. Hàlaf ibn Abd-Al·lah 780
11. Issa ibn Jàfar 780-782
12. Sad ibn Sàlam al-Bahilí 782-787
13. Abu-l-Abbàs al-Fadhl al-Barmakí 792-800
14. Yahya ibn Saïd 800-805
15. Al-Marzauban Jasatan 805
16. Abd-Al·lah ibn Màlik 805-813
17. Al-Hàssan ibn Sahl 813-821
18. Abu-Tàïb Tàhir (I) ibn al-Hussayn (també de Khurasan) 821-822
19. Abu-l-Abbàs Abd-Al·lah 822-827
20. Alí ibn Hixam 827-828
21. Abu-Ishaq Muhàmmad (després califa al-Mútassim 833-842) 828-833
22. Abu-Dúlaf al-Qàssim ibn Issa al-Ijlí 833-844
23. Tàhir ibn Abd-Al·lah 844-849
24. Abu-Jàfar Muhàmmad (després califa al-Múntassir 861-862) 849-859
25. As-Sari ibn Muad aix-Xaybaní 859-860
26. Tàhir ibn Abd-Al·lah (altre cop) 860-862
27. Muhàmmad ibn Abd-Al·lah 862-866
28. Abd-al-Aziz ibn Abi-Dúlaf al-Qàssim 866-867
29. Mussa ibn Bugha al-Kalbí 867-874
30. Al-Shalani 874-875
31. Kaigalyq 875-882
32. Adgu Tegin 883-886
33. vacant 886-889
34. Rafi ibn Haisam 889-894
35. Abu-Muhàmmad Alí (després califa al-Muktafí 902-908) 894-902
36. Iltutmix at-Turkí 902
37. Hakan al-Muflikí 902
38. Ismaïl ibn Àhmad (samànida) 902-907
39. Abu-Nasr Àhmad ibn Ismaïl (samànida) 907-914
40. Muhàmmad ibn Ali ibn Saluq 914-915
41. Wassif al-Bektumurí 916-917
42. Alí ibn Wahsudan as-Sal·larí 917
43. vacant 917-920
44. Alí ibn Wahsudan as-Sal·larí (altre cop) 920-924
45. Abu-l-Qàssim Yússuf ibn Abi-s-Saj Diwdad 924-926
46. Nasr ibn Àhmad (samànida) 926-942
47. Dhàhir-ad-Dawla Abu-Mansur Wuixmgir 942-943
48. Rukn-ad-Dawla Abu-Alí al-Hàssan ibn Abi-Xujà Buwayh 943
49. Nuh ibn Nasr (samànida) 943-948
50. Rukn-ad-Dawla Abu-Alí al-Hàssan ibn Abi-Xujà Buwayh (altre cop) 948-976
51. Fakhr-ad-Dawla 976-980
52. Muàyyid-ad-Dawla 980-984
53. Fakhr-ad-Dawla 984-997 (segona vegada)
54. Majd-ad-Dawla 997-1029

- als gaznèvides 1029